# Дейч, Лев Григорьевич
Лев Григо́рьевич Дейч (при рождении Лейб Гершкович Дайч; 26 сентября 1855, Тульчин, Подольская губерния — 4 августа 1941, Москва) — деятель российского и международного социалистического движения, мемуарист, один из лидеров меньшевизма, один из основателей марксистской организации «Освобождение труда» в 1883 году.

## Биография
Родился 26 сентября 1855 года в Тульчине Брацлавского уезда в еврейской семье. Отец — Герш (Гершко) Менделевич Дайч, происходил из Каплинец Пирятинского уезда (к 1851 году был причисленным к каплинецким купцам); мать — Малка Хаимовна Дайч (урождённая Левитон), была дочерью брацлавского купца третьей гильдии. Когда ему было 4 года семья переехала в Киев и в 1867 году разорилась (отец к этому времени был причислен к васильковским мещанам Киевской губернии). Учился в гимназии в Киеве (курса не окончил). В 1874 году примкнул к народническому кружку И. Ф. Фесенко. С 1875 года вольноопределяющийся в пехотном полку в Киеве; член кружка «южных бунтарей». В 1876 году служил в Киеве вольноопределяющимся; участвовал в это время в освобождении из тюрьмы студента Лурье и должен был предстать перед судом за самовольную отлучку, но бежал из-под ареста. В том же году Дейч, В. Ф. Костюрин и В. А. Малинка совершили в Одессе покушение на убийство якобы давшего откровенные показания в полиции своего товарища Н. Е. Гориновича, нанесли ему несколько ударов ножом и, считая мертвым, облили лицо серной кислотой, чтобы затруднить опознание убитого; однако Горинович не умер. Из непосредственных участников покушения был найден и осуждён Малинка, и по совокупности преступлений приговорён к смертной казни, повешен.
В 1877 году Дейч с Иваном Васильевичем Бохановским помогал Я. Стефановичу организовать крестьянский заговор, опираясь на подложную царскую грамоту о всеобщем переделе земель. В августе заговор был раскрыт; 4 сентября арестовали Стефановича и его товарищей, но все трое до суда бежали из тюрьмы при помощи Фроленко, который для устройства этого побега поступил в тюрьму надзирателем. После побега уехал в Петербург, потом — в Швейцарию. Знакомый Павла Петровича Бохановского, украинского революционера, соратника и товарища Михаила Коцюбинского и Евгения Чикаленко.
В 1879 году на Воронежском съезде заочно принят в организацию «Земля и воля». После её раскола — член «Чёрного передела».
В 1880 году эмигрировал, в 1883 году в Швейцарии принял участие в создании первой русской марксистской группы «Освобождение труда». Занимался организацией издания и нелегальной перевозки революционной литературы в Россию. В 1884 году в Германии был арестован как уголовный преступник (по делу о покушении на Н. Гориновича) и выдан российским властям.
Военным судом Дейч был приговорён к 13 годам и 4 месяцам каторги и поселению в Восточной Сибири. В 1885 году доставлен на Карийскую каторгу. Срок каторги был сокращён. После каторги, на поселении в Каре в апреле 1896 года женился на политкаторжанке М. А. Ананьиной. В 1897 году переехал в Сретенск, где работал в конторе 1-го участка водных путей. После смерти жены в январе 1899 года, переехал в Благовещенск, был фактическим редактором газеты «Амурский край».
Лев Троцкий вспоминал: «Однажды, к величайшему моему изумлению, он заявил мне: „Никакого вооруженного восстания, юноша, не будет и не нужно его. На каторге у нас были петухи, которые по первому поводу лезли в драку и погибали. Я же занимал такую позицию: держаться твердо, давать администрации понять, что дело может дойти до большой драки, но в драку не лез. Этим путём я добивался и уважения со стороны администрации, и смягчения режима. Подобную же тактику нам нужно применять и к царизму, иначе нас разобьют и уничтожат без всякой пользы для дела“».
В 1901 году через Владивосток бежал в Мюнхен и примкнул к «Искре»; был кооптирован в члены администрации Заграничной лиги русской революционной социал-демократии. Принимал участие в издании «Искры» и «Зари». Входил в Заграничное бюро организационного комитета по созыву II съезда РСДРП (1903). На съезде примкнул к меньшевикам. В 1904 году был делегатом Международного социалистического конгресса в Амстердаме. Осенью 1905 год вернулся в Россию. В 1906 году был арестован и сослан в Туруханский край, но по дороге бежал, вернулся в Петербург, в 1907 уехал за границу. Участник 5-го (1907 года) съезда РСДРП и Штутгартского международного социалистического конгресса (1907). В годы «реакции» — меньшевик-ликвидатор. В феврале 1911 года Дейч в сопровождении жены — скульптора Эсфири Зиновьевой-Дейч переезжает в Нью-Йорк. В 1911—1916 жил в Нью-Йорке (США), участвует совместно с С. М. Ингерманом в издании газеты «Новый мир», однако позже вследствие конфликта с ним по ряду организационных вопросов вынужден прекратить своё участие в этом проекте.

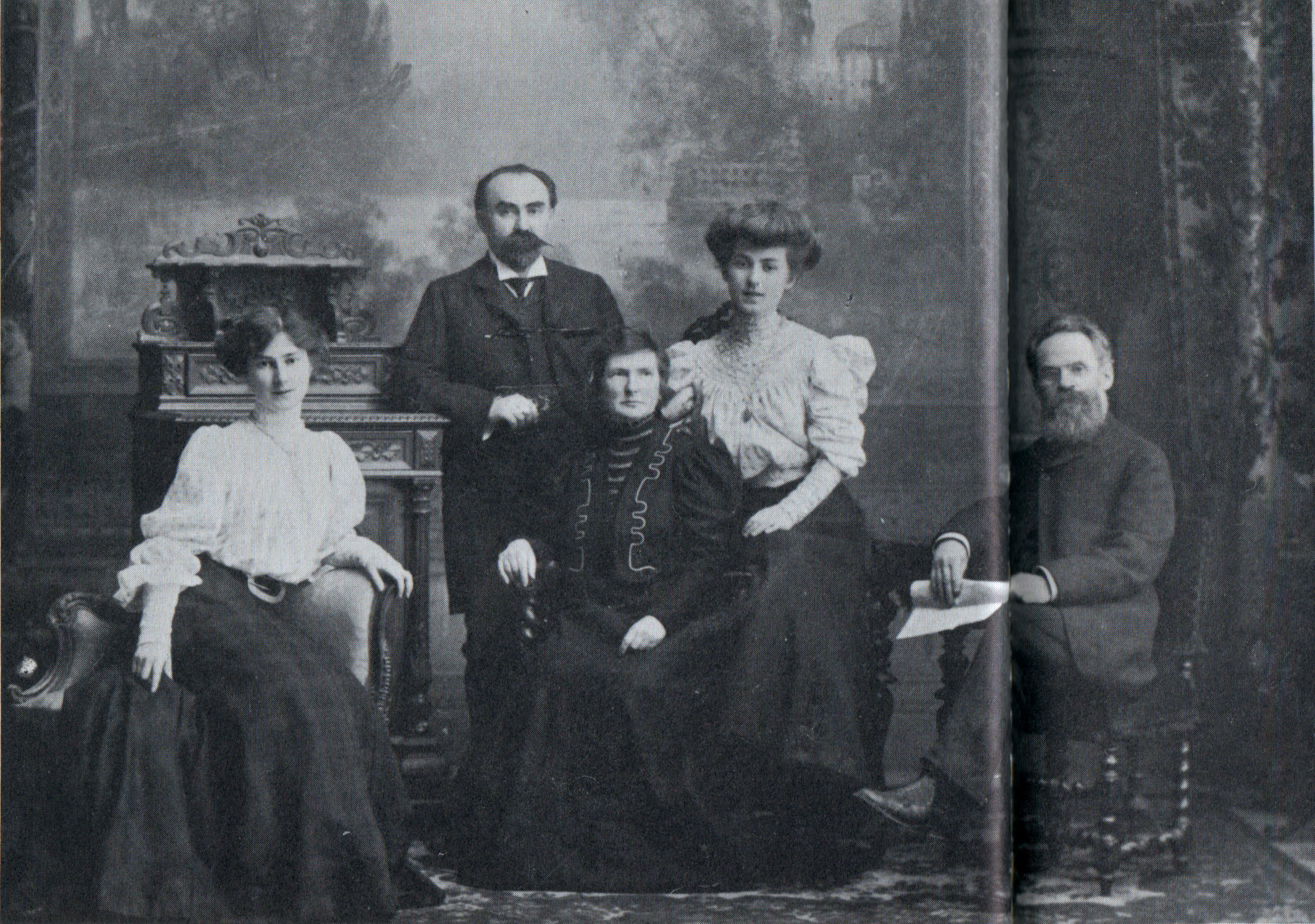
Дейч с семьёй Г. В. Плеханова в 1907 году

После Февральской революции 1917 года вернулся в Петроград, где примкнул к группе правых меньшевиков-оборонцев «Единство», стал одним из редакторов меньшевистской газеты «Единство». Вместе с Плехановым и Засулич призывал социал-демократов пойти на соглашение с Временным правительством и оказать помощь союзникам России. Утверждал, что стране «не надо гражданской войны, она погубит нашу молодую свободу».
Октябрьскую революцию 1917 не принял, считал её «авантюрой большевиков», поскольку «не только в нашей, но и в никакой из наиболее передовых стран невозможно было бы немедленное падение современного капиталистического строя и замена его социалистическим, так как для этого еще недостаточно развиты производственные и иные условия». С конца 1917 по 1918 работал в еженедельниках «Начало», «Дело», но вскоре отошёл от политической деятельности. После смерти Плеханова в 1918 занялся изданием его трудов, публиковал воспоминания и статьи по истории русского освободительного движения.
С 1928 года пенсионер. Автор воспоминаний и статей по истории освободительного движения. В Москве в конце 1930-х жил на Шаболовке, в доме по адресу: г. Москва, ул. Шаболовка, д. 4. стр. 1.
Похоронен на Новодевичьем кладбище.

## Семья
Отец известного белоэмигрантского писателя Якова Ловича (Якова Львовича Дейча, 1898—1956). Сын был участником Первой мировой войны, в звании прапорщика, и позднее армии Колчака. Автор фантастического романа «Что ждёт Россию?» (1932), принесшего Ловичу европейскую известность. В 1937 году Яков Дейч стал редактором и автором предисловия к книге К. А. Емельянова «Люди в аду: К 20-летию гибели Николаевска-на-Амуре», рассказывающей о зверском уничтожении города бандами красного партизана Якова Тряпицына, а в 1941 году публикует посвящённый уничтожению города роман «Враги».

## Сочинения
- Дейч Л. Г. 16 лет в Сибири. — Женева, 1905.
- Дейч Л. Г. Шестнадцать лет в Сибири. — СПб.: Новый мир, 1906.
- Дейч Л. Г. Четыре побега. — Берлин: Изд-во Ладыжникова, 1908.
- Дейч Л. Г. Сергей Михайлович Кравчинский-Степняк. — Пг., 1919. — 68 с.
- Дейч Л. Г. Хождение в народ: из воспоминаний. — [Пг.], 1919. — 40 с.
- Дейч Л. Г. Русская революционная эмиграция 70-х годов. М. Бакунин, Л. Варынский, С. Дикштейн [и др.] / Л. Г. Дейч. — Пг.: Гос. изд-во, 1920. — 88 с. — (Ист.-рев. б-ка).
- Дейч Л. Г. Почему я стал революционером. — Пг.: ГИЗ, 1921. — 47 с.
- Дейч Л. Г. Дмитрий Александрович Клеменц. — Пг.: ГИЗ, 1921. — 40 с.
- Дейч Л. Г. За полвека. Т. 1, ч. 1. — М.: Задруга, 1922; Т. 1, ч. 2. — М.: Колос, 1923.
- Группа «Освобождение труда» (из архивов Г. В. Плеханова, В. И. Засулич и Л. Г. Дейча) / под ред. Л. Г. Дейча. — М., [1923-1928]. — Т. 6. (Сб. 1)
- Дейч Л. Г. Социалистическое движение начала 70-х годов в России. — Ростов н/Д: Буревестник, 1925. — 61 с.
- Дейч Л. Г. Провокаторы и террор: По личным воспоминаниям. — Тула: Изд-во Тульского губисполкома, 1926. — 130 с.
- Дейч Л. Г. Роль евреев в русском революционном движении. — М.-Л., 1926. — 236 с.

#### Статьи и рецензии
- Дейч Л. О сближении и разрыве с народовольцами (к истории возникновения группы «Освобождение Труда» // Пролетарская революция. — 1923. — № 8 (20). — С. 5-54.
- Дейч Л. Из отношений Г. В. Плеханова к народовольцам // Каторга и ссылка. — 1923. — № 7. — С. 9-20.
- Дейч Л. О воспоминаниях Аксельрода // Пролетарская революция. — 1923. — № 10. — С. 176—201.
- Дейч Л. [Рец. на кн.: Аптекман О. В. Общество «Земля и Воля» 70-х гг. — Пг.: Колос, 1924] // Каторга и ссылка. — 1924. — № 3(10). — С. 284—289.